# Dzieło koronowe

Dzieło koronowe (A) na zewnątrz pasma umocnień

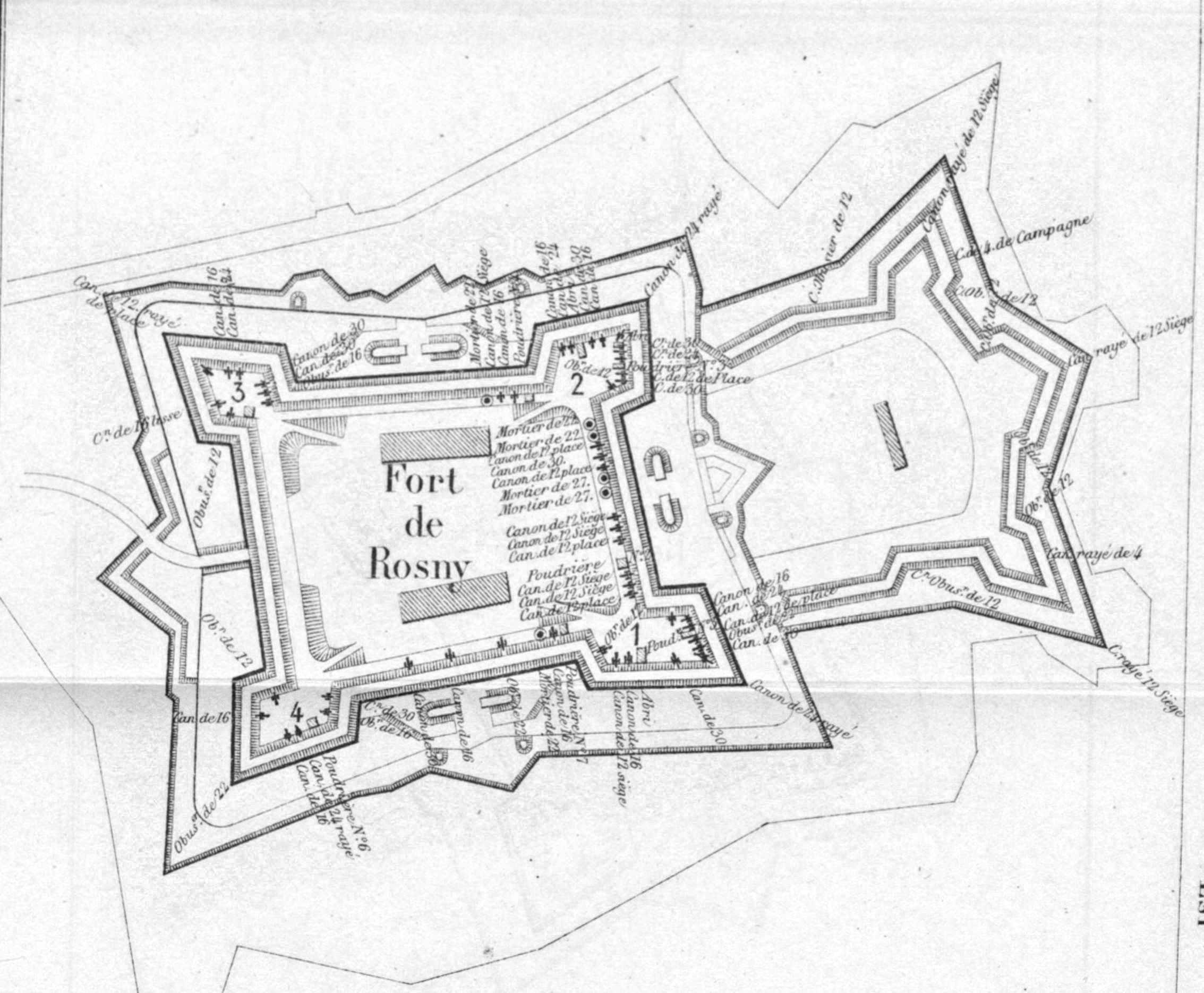
Fort de Rosny z dodatkowym oszańcowaniem w postaci dzieła koronowego (z prawej strony)

Dzieło koronowe, korona dzieła obronnego – budowla fortyfikacyjna wzniesiona przed obwodem obronnym o narysie bastionowym (na zewnątrz pasma umocnień), złożona z bastionu w środku i dwóch półbastionów usytuowanych na jego skrzydłach, połączonych ze sobą kurtynami. Sposób fortyfikacji miast i twierdz rozpowszechniony w okresie od XVI wieku do XVII wieku przez holenderskich inżynierów wojskowych. Osłaniano w ten sposób przedmieścia miast ufortyfikowanych oraz mosty.
Polskim przykładem są dzieła koronowe Twierdzy Modlin.